# Aero A.42
L'Aero A.42 est un bombardier monoplan monomoteur triplace construit en Tchécoslovaquie en 1929.
Cet appareil à l’aspect moderne, monoplan à aile haute cantilever et train fixe, fut rejeté par les militaires, qui lui reprochaient une course au décollage et à l’atterrissage beaucoup trop longue et un poste d’équipage très étroit. L’armée tchécoslovaque proposa au constructeur un certain nombre de modifications, dont le remplacement de l’aile en bois par une voilure en métal, mais Aero préféra abandonner le développement de la machine.
Pourtant le 20 septembre 1930 un des deux prototypes porta à 253,428 km/h les records internationaux de vitesse en circuit fermé sur 1 000 km avec charge de 500 et 1 000 kg. Le second prototype resta en service dans l’aviation tchécoslovaque jusqu’en 1938 puis fut brièvement utilisé par l’aviation slovaque. Il fut probablement passé au pilon en 1940.